# Ani (miasto)
Ani (orm. 'Անի, gr. Ἄνιον Ánion, łac. Abnicum) – ruiny historycznego miasta na wschodzie Turcji przy granicy z Armenią; w 2016 roku wpisane na listę światowego dziedzictwa UNESCO.
Metropolia średniowiecznej Armenii, położona w odległości 45 km na wschód od Karsu, obecnie stanowi rozległe pole ruin na łąkach pogranicznego płaskowyżu. Dawniej znajdująca się w strefie ziemi niczyjej pomiędzy Turcją i ZSRR, kiedy specjalne warunki jej zwiedzania uzgodnione były dwustronnym protokołem (obecnie jedynie wymagane jest formalne zezwolenie). Okresowo niedostępna też wskutek walk toczonych w tym rejonie z powstańcami kurdyjskimi w latach 80.-90. XX wieku. 

## Historia
Dzieje tego ośrodka miejskiego sięgają czasów przed naszą erą, kiedy znajdowało się w granicach państwa Urartu, a jego nazwa pochodzi od imienia czczonej przez Urartyjczyków bogini Anahity. We wczesnym średniowieczu rządzone przez władców dynastii Gamsaragan, po których przejęli je Bagratydzi. Pod ich rządami Ani w 961 roku stało się stolicą armeńskiego królestwa (Ani). W ciągu dwustu lat istnienia suwerennej Armenii, toczącej walki z Arabami (kalifat Abbasydów) i Bizantyjczykami, miasto było królewską siedzibą Aszota II, Symbata II i Gagika I (okres świetności) oraz Jana (Hovhannesa) Symbata. W okresie największego rozwoju liczyło ok. 100 tys. mieszkańców. Napaści bizantyjskie i wewnętrzne konflikty (wojny domowe) ostatecznie osłabiły państwo, które zostało zaanektowane przez silniejsze cesarstwo i w 1045 r. miasto przypadło Bizantyjczykom, którzy część mieszkańców przesiedlili do odległej Kapadocji.  
Wkrótce, 16 sierpnia 1064 miasto zostało zdobyte i złupione przez przybyłych z Persji Turków Seldżuków sułtana Alp Arslana. Później opanowywali je Gruzini i kurdyjscy emirowie; w 1239 nastąpiło kolejne zniszczenie po najeździe Mongołów. Chociaż po najeździe tureckim i mongolskim Ani było odbudowywane, w 1319 roku ostatecznie zdewastowało je trzęsienie ziemi. Obok zdecydowanej zmiany szlaków handlowych przyczyniło się ono do stopniowego upadku miasta, które w XVII wieku popadło w zapomnienie.

## Zabytki
Położone na ważnym szlaku handlowym pomiędzy wschodem i zachodem, dobrze chronione przez warunki naturalne, Ani nazywano niegdyś miastem tysiąca i jednego kościoła (w 1915 można było stwierdzić pozostałości 43), których liczba z czasem stopniowo malała:
- kościół pw. Dobrego Pasterza (ocalałe  jedynie fundamenty, runął w 1966 r.)
- kościół św. Grzegorza Oświeciciela (tzw. Gagikaszen) fundowany przez króla Gagika w 998 r. (zachowane dolne partie, kopuła runęła już w XI w.)
- kościół Gruziński (płn. ściana)
- mury miejskie króla Symbata z X wieku
- brama Arslana (Lwia), wejściowa na pole ruin
- zoroastriańska świątynia Ognia (fundamenty)
- kościół św. Apostołów (5-kopułowy kościół ormiański z 1031 r.), późniejszy tur. karawanseraj
- kościół św. Grzegorza z fundacji rodziny Pahlavuni, z kon. X wieku (Polatoğlu Kilise)
- kościół Odkupiciela z 1034-1036 r. (zachowana tylko płn. połowa po zniszczeniu w 1957)
- katedra z X/XI wieku, później zamieniona na Meczet Zwycięstwa (Fethiye Camii)
- kościół św. Grzegorza fundacji Tigrana Honenca z pocz. XIII w. (Resimli Kilise)
- kościół (kaplica) klasztoru Panien Męczenniczek od św. Dziewicy Hripsime (tzw. monasteru Kusanac), z XIII w.
- mury cytadeli (İç Kale)
- skalny kościół pałacowy (Kaya Kilise)
- kościół św. Jana (Kiz Kalesi)
- meczet emira Menuczera z XI w. (Menüçehr Camii) z minaretem
- pozostałości mostu (w wąwozie) na rzece Achurian (tur. Arpaçay)
- odrestaurowany pałac Seldżuków (wbudowany w mury miasta)

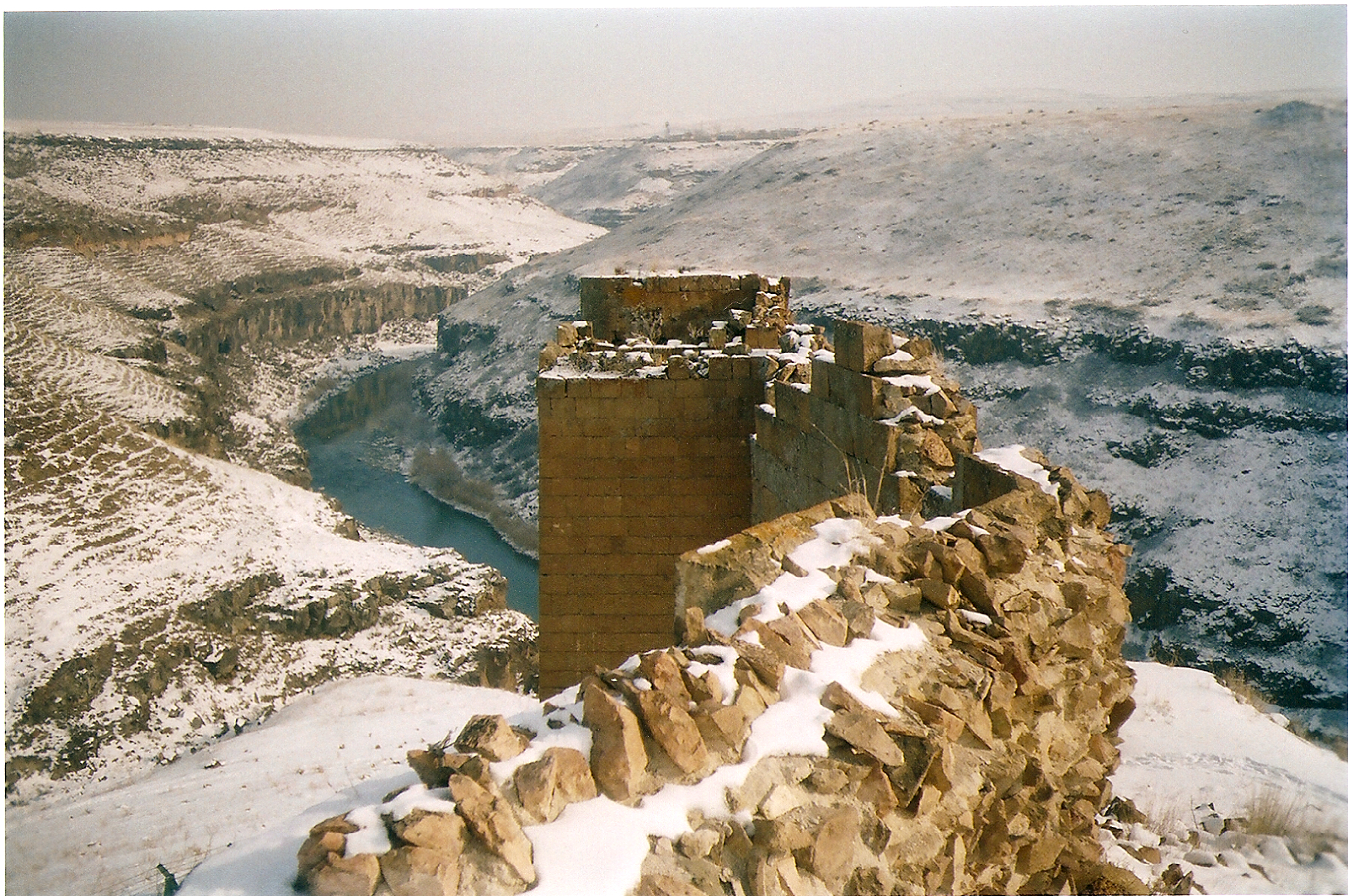
Mury miejskie z widokiem na graniczną rzekę
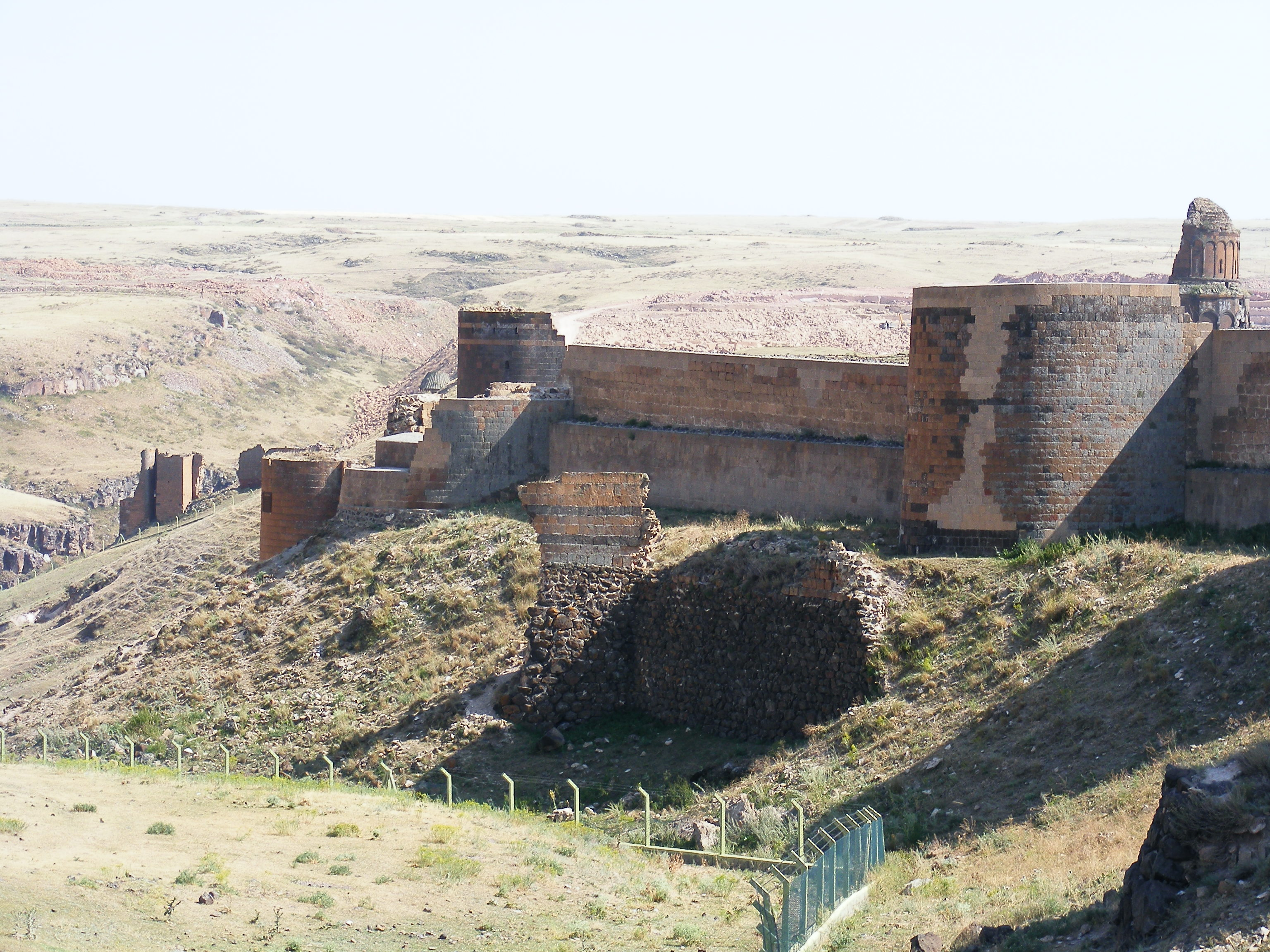
Mury miejskie
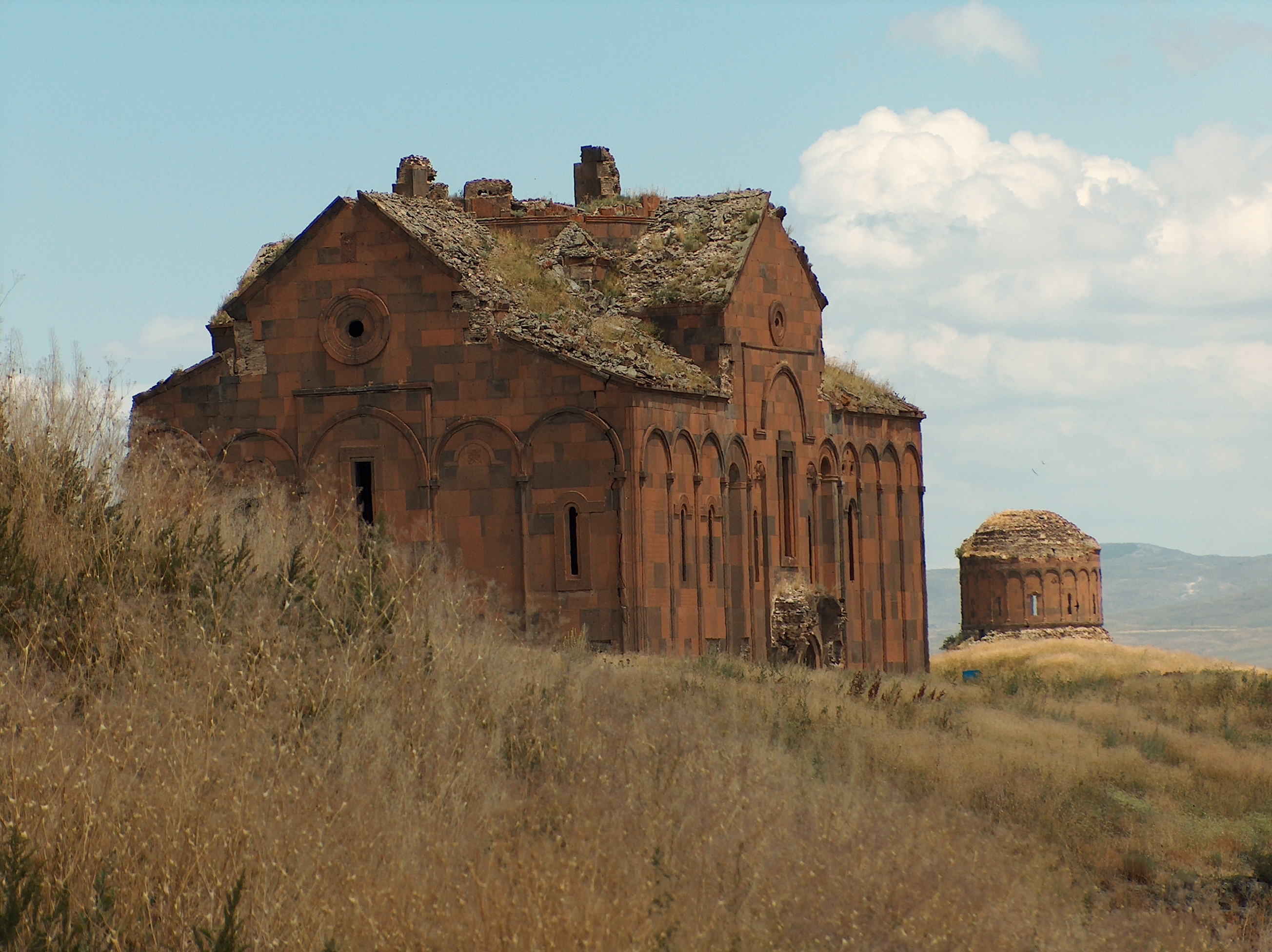
Katedra
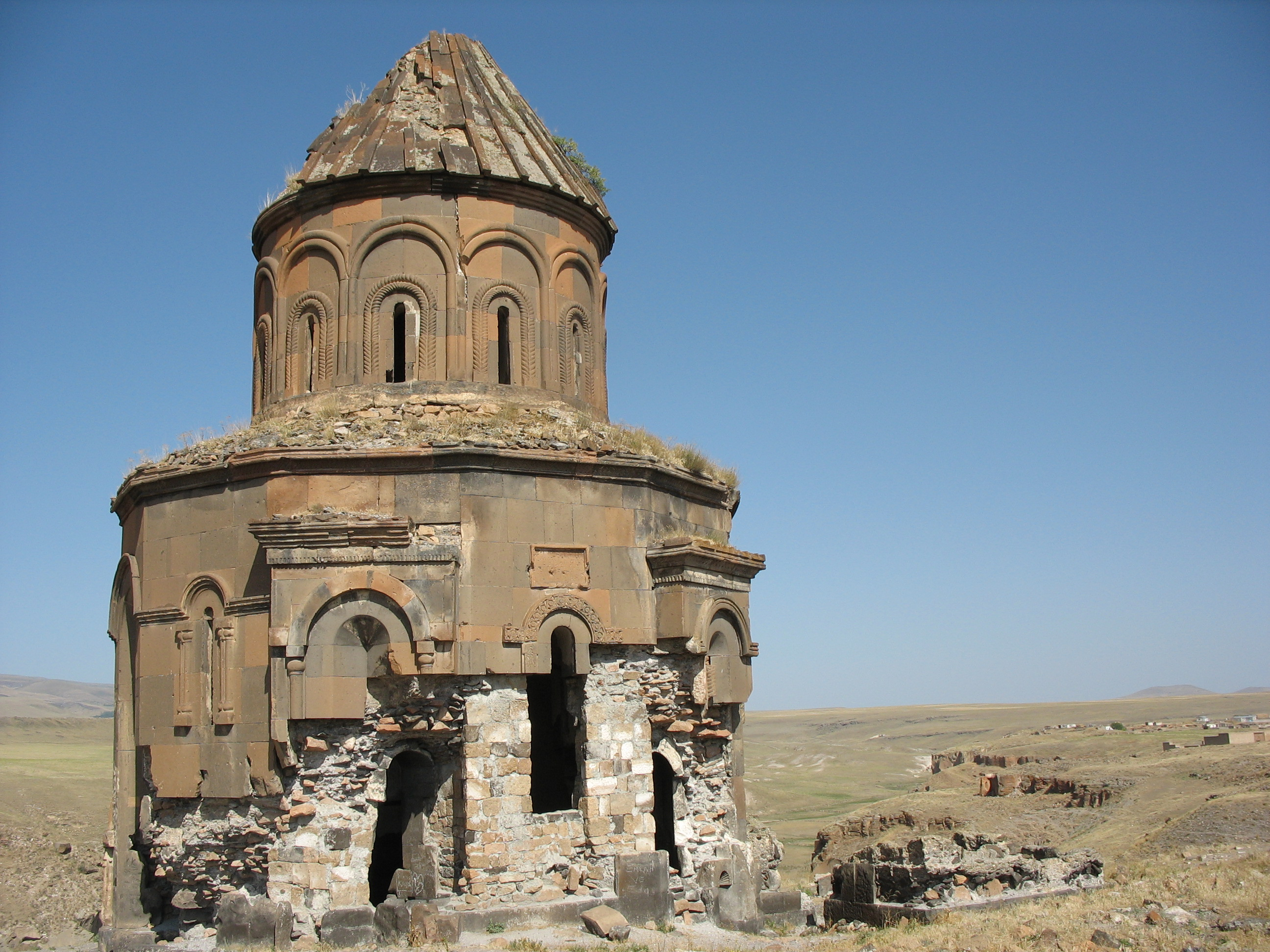
Kościół św. Grzegorza
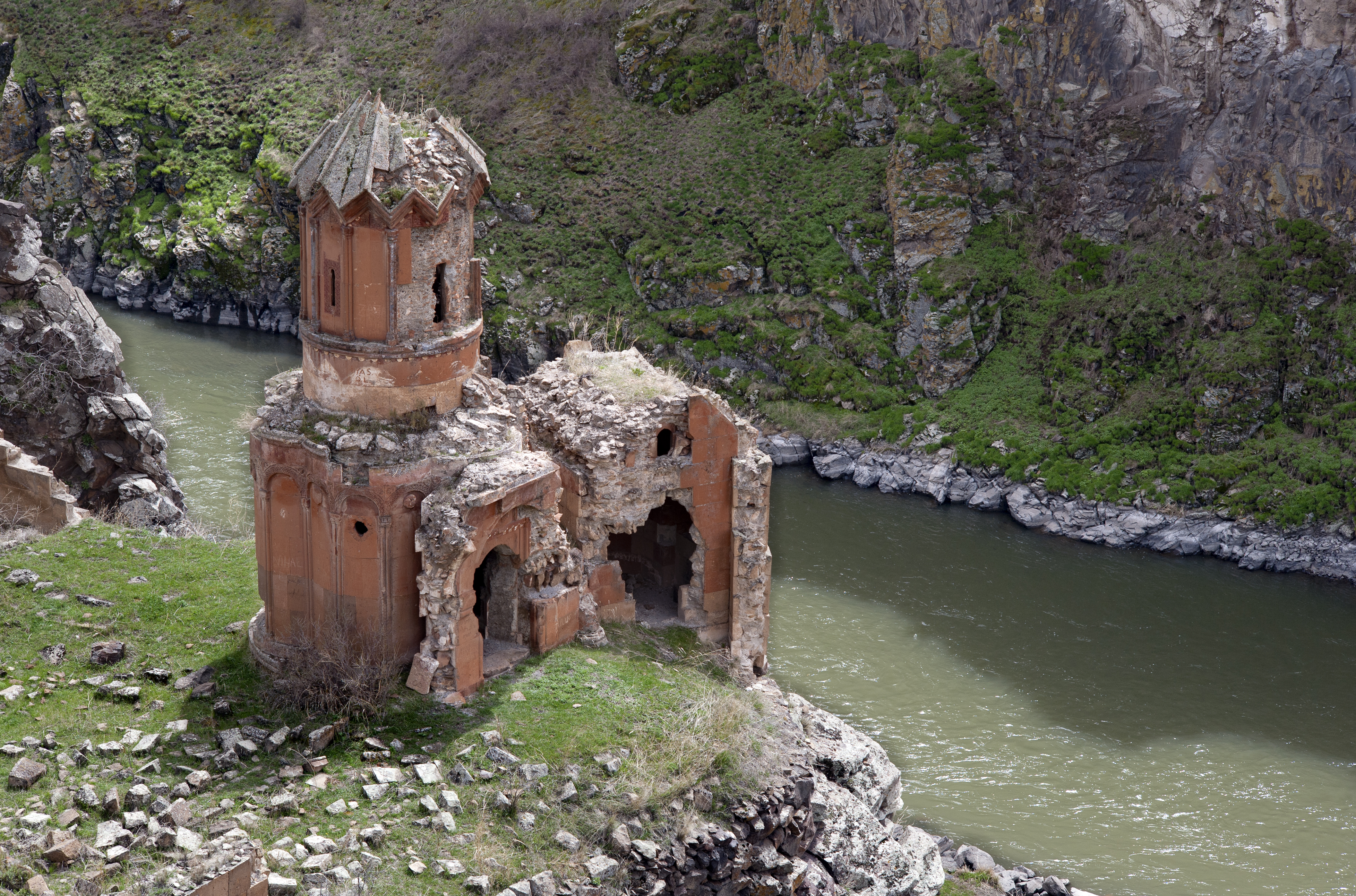
Klasztor Panien Męczenniczek
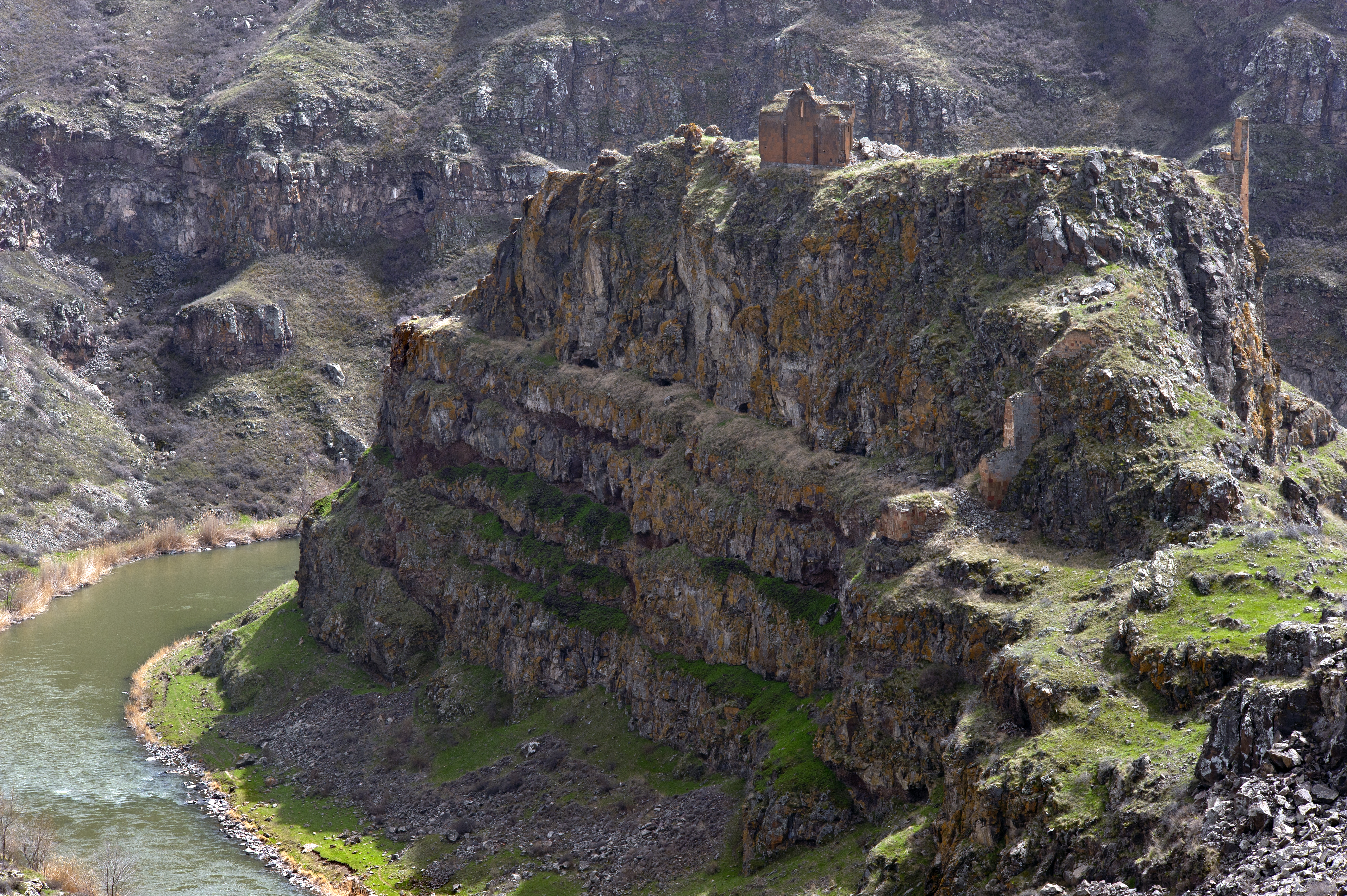
Widok z cytadeli na kościół Kiz Kalesi
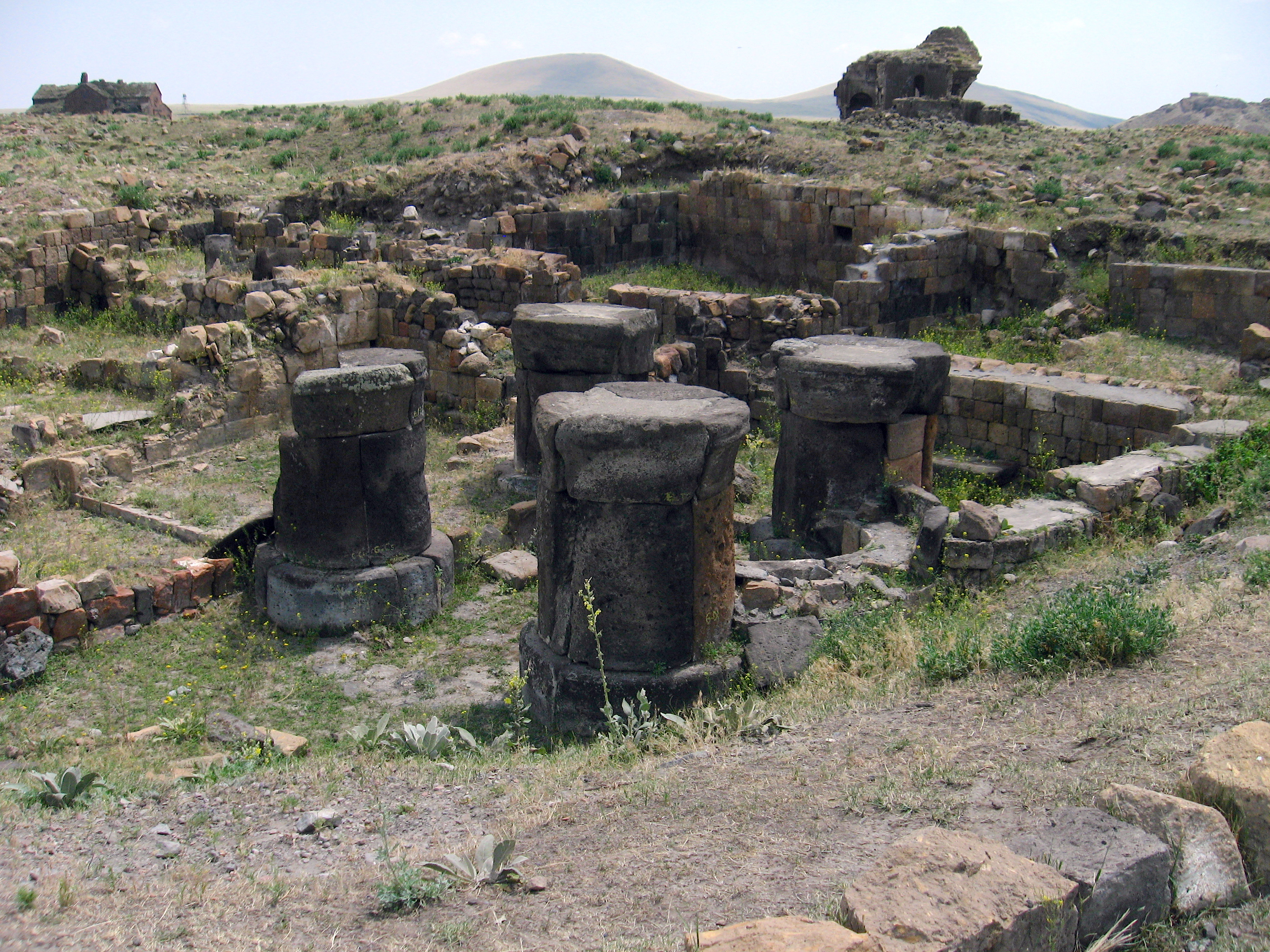
Ruiny zoroastriańskiej świątyni Ognia
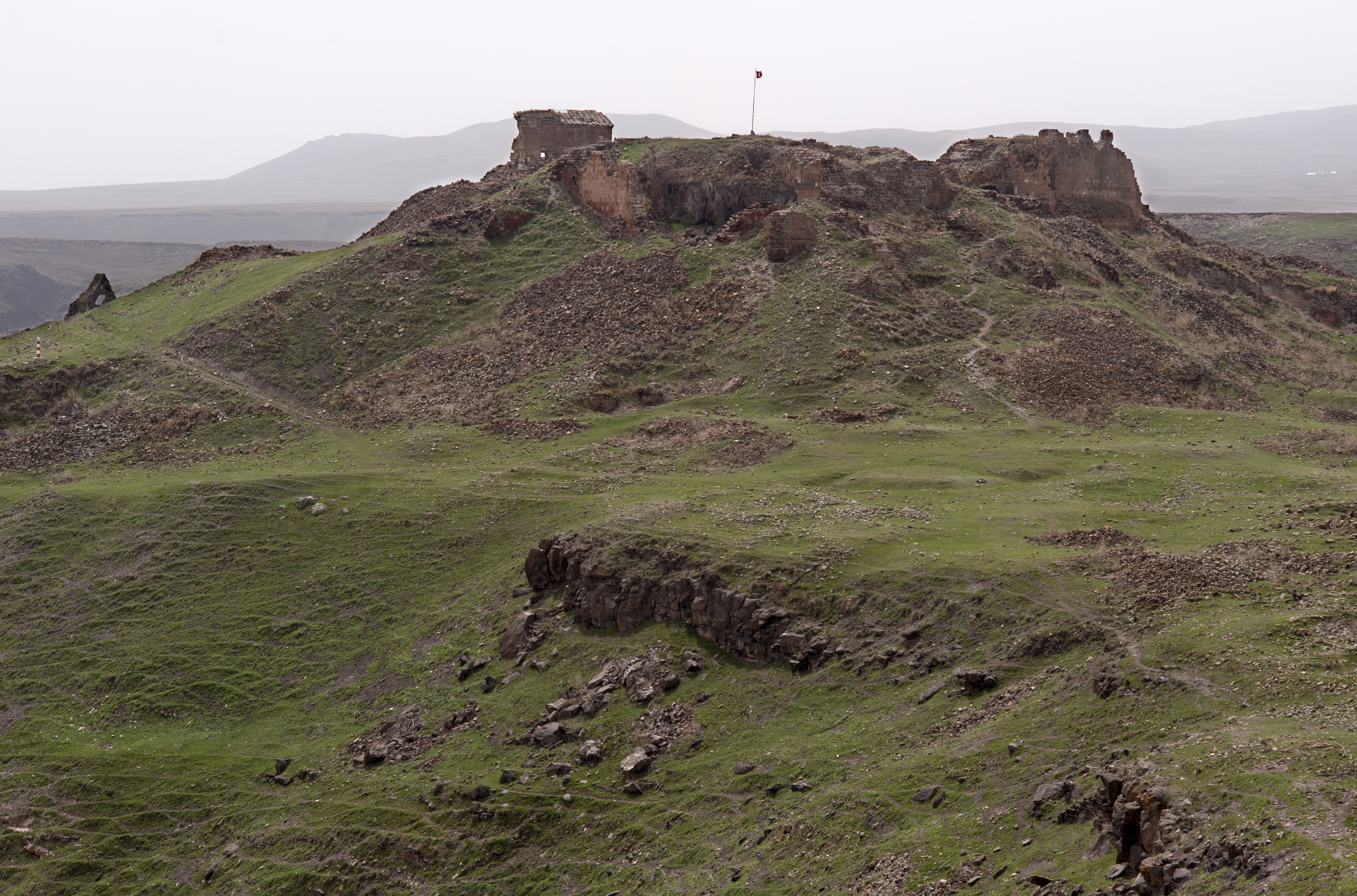
Widok z minaretu meczetu na ruiny zamku